# Famine de 1949 au Nyassaland
La famine de 1949 au Nyassaland touche les hauts plateaux de la Shire, dans la Région Sud du Nyassaland (actuel Malawi) et une partie de la Région centrale. Elle débute en 1949 et se fait sentir jusqu'au début de 1950. La cause immédiate est une sévère sécheresse de décembre 1948 à janvier 1949 ainsi qu'en mars 1949, qui détruit la plupart des cultures de maïs dont dépendent les habitants. Cela survient après deux années de pluies erratiques et de mauvaises récoltes qui ont vidé les greniers. Les effets des mauvaises récoltes sont aggravées par le fait que le gouvernement colonial se montre incapable de constituer des réserves suffisantes, qu'il tarde à importer des biens de consommation et qu'il exige un paiement pour l'aide qu'il apporte. Officiellement, le nombre de morts dû à la faim est de deux cents personnes, ce qui est sous-estimé et ne comptabilise pas les morts dues aux maladies exacerbées par la sous-alimentation.
Les causes sous-jacentes sont discutées. Dans un premier temps, sont mises en cause l'agriculture intensive qui entraîne l'érosion des sols et le choix de la culture du tabac au détriment de la production alimentaire. Ultérieurement, le sous-développement lié à l'accaparement des terres et à la sous-rémunération du travail et des productions agricoles est mis en avant. Plus récemment, l'accent est mis sur l'inégal développement économique et social du protectorat dans les années 1930 et 1940. Cette période voit un accroissement important du nombre d'employés et de commerçants qui doivent acheter leur nourriture. Ils dépendent pour cela des incertains surplus liés à l'agriculture de subsistance alors que les agriculteurs produisent en premier lieu pour l'exportation plutôt que pour la consommation domestique et que le gouvernement, loin d'encourager la production de maïs, la décourage en sous-payant les producteurs. En outre, ces changements sociaux font que certaines personnes deviennent vulnérables à la pénurie alimentaire car elles ne peuvent pas cultiver leur propre nourriture et n'ont pas accès à un emploi sûr ; il y a beaucoup de femmes parmi elles.

## Agriculture et climat

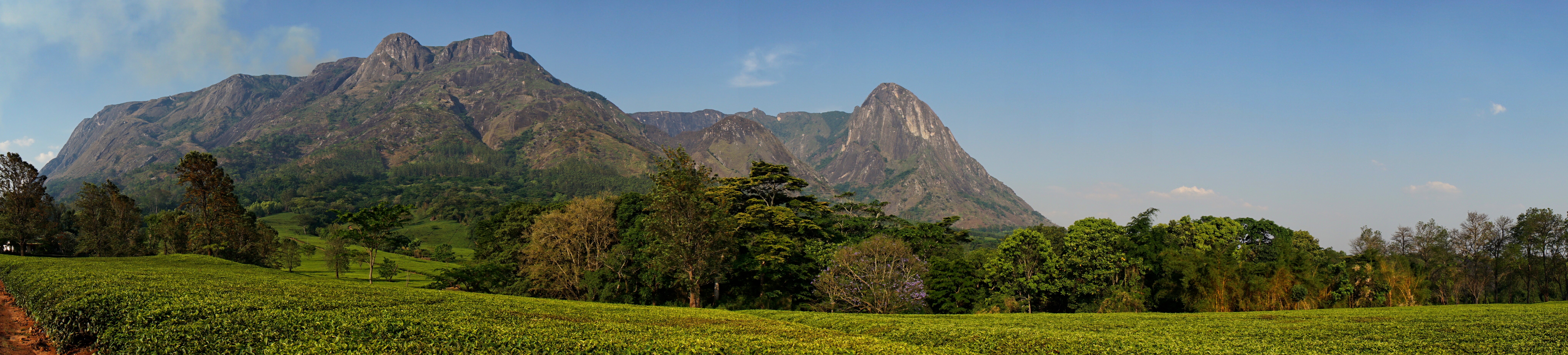
Panorama des hauts plateaux de la Shire.

### Agriculture pluviale
Durant la période coloniale, la principale culture vivrière des hautes terres, qui forment la majeure partie du Nyassaland, est le maïs, probablement introduit au xviiie siècle depuis le Mozambique, qui, à la fin du XIXe siècle et au début du xxe siècle, supplante les cultures traditionnelles de sorgho et de mil. Vers la fin de cette période, le maïs représente 60 % des surfaces dévolues aux cultures vivrières ; il fournit plus de la moitié des calories aux habitants du protectorat. On trouve quelques petits troupeaux sur les hauts plateaux de la Shire. La plupart des petits exploitants agricoles possèdent quelques chèvres, moutons et poulets.
Le maïs cultivé en 1949 est une variété à maturation tardive, nécessitant au moins cinq à huit centimètres de pluie pendant les trois premiers mois de croissance, et un mois supplémentaire pour mûrir. Les hauts plateaux de la Shire réunissent généralement ces conditions mais, comme cette culture est essentiellement pluviale, les variations des précipitations annuelles entraînent une fluctuation importante de la production agricole.
Les pluies sont consécutives au passage de la zone de convergence intertropicale au-dessus du pays, habituellement entre novembre et mars ; les quantités de précipitations varient selon les oscillations d'El Niño et autres aléas climatiques. Les études climatiques régionales montrent un épisode de sécheresse intense en Afrique australe entre 1946 et 1949, conduisant à des famines à grande échelle en Afrique du Sud et en Rhodésie du Sud en 1947 ; une sécheresse un peu moins sévère touche le Nyassaland en 1947 et 1948, entraînant de faibles récoltes pour ces deux années. La famine de 1949 au sud du Nyassaland est causée par la dernière phase de cet épisode d'aridité,.

### Accès aux terres
Dans les années 1940, les petits propriétaires cultivent leurs terres à la main et une famille d'agriculteurs avec deux adultes valides peut entretenir environ deux hectares de maïs par an. Une femme seule est en pratique incapable d'entretenir un hectare sans aide. En 1949, le rendement moyen du maïs est de 0,9 tonne à l'hectare (0,4 tonne à l'acre). La pression pour l'accès aux terres s'accentue dans les années 1940 ; même ceux qui ont accès à suffisamment de terres arables peuvent occasionnellement souffrir de la faim avant les récoltes voire subir des pénuries alimentaires plus graves les années où les précipitations sont insuffisantes. Les familles disposant de moins de terres ou de main-d'œuvre sont souvent menacées par la faim.
Environ 70 % des petits exploitants africains des hauts plateaux occupent des terres ayant le statut de Native Trust Land, pour lesquelles ils ne paient pas de loyer. Ces terres représentent la moitié des terrains de la région. La population s'accroît, et les Native Trust Land tendent à devenir surpeuplées et surexploitées, la monoculture en continu du maïs s'imposant au détriment de la rotation des cultures et de la jachère. Seuls ceux qui possèdent des exploitations importantes peuvent cultiver des quantités importantes de cultures de rente. Le tabac, seule culture de rente largement soutenue par le gouvernement dans la Région centrale, est moins adapté aux hautes terres humides de la Shire, de sorte que sa culture n'y est pas encouragée,.
Les 30 % restant d'agriculteurs africains sont « locataires » des domaines détenus par les Européens, lesquels couvrent donc la moitié environ des hauts plateaux. Ce sont les terres les plus fertiles de la région,. Ces « locataires » doivent un loyer, payé à l'origine par des journées de travail selon le système appelé thangata. En 1949, le paiement se fait en argent ou par la fourniture d'une quantité déterminée de tabac ou d'autres produits d'exportation. Bien qu'il existe, dans ces domaines fonciers, des surfaces non exploitées en quantités significatives et que les paysans sans terre soient rares, l'obligation de la culture de rente réduit la quantité de terres et de travail consacrée à la culture alimentaire des locataires.

### Politique agricole
Avant la Seconde Guerre mondiale, peu de choses sont faites pour encourager la production commerciale et la distribution de nourriture. Les citadins doivent acheter leur nourriture, mais les villes sont rares et petites et les transports coûtent cher. Les cultivateurs vendent uniquement leurs surplus via des marchés locaux, il n'y a que peu de circuits de distribution alimentaire et ils ne couvrent que des zones limitées et, en tout état de cause, en temps normal, la plupart des fermiers n'ont que peu de surplus à vendre. En outre, le gouvernement, qui maintient artificiellement des prix bas pour le maïs, n'encourage pas sa production à des fins commerciales.
Le gouvernement du Nyassaland met en place un certain nombre de mesures d'urgence pour contrôler la production agricole durant la guerre et certaines sont ultérieurement pérennisées. En 1947, il met en place un bureau de contrôle pour le maïs, visant à permettre d'approvisionner plus de 67 000 citadins de la Région Sud et d'autres endroits, qui ne sont pas en mesure de cultiver leur propre nourriture. Il est cependant sous-financé, il paie des prix bas pour le maïs qu'il achète et il est réticent à encourager la production commerciale domestique à cause des coûts d'acquisition et de stockage.
Ce bureau de contrôle ne vise qu'à traiter environ 5 % de la production et ne constitue que de petites réserves. Bien que ses deux premières années d'existence coïncident avec les faibles récoltes de 1947 et 1948, il n'achète que 2 % des récoltes et se montre incapable de constituer des réserves,. Après la famine, le bureau fait plus que doubler ses prix d'achat et traite 7 % des récoltes de maïs en 1951 et 10 % en 1952,.

## Déroulement

### Contexte
Les pénuries alimentaires survenant avant les récoltes sont relativement communes au Nyassaland, mais la famine proprement dite est peu fréquente sur les hauts plateaux de la Shire après 1850 ; la région est même un refuge pour ceux qui fuient la famine dans les régions adjacentes du Mozambique. Une sécheresse est signalée par les premiers missionnaires dans les années 1861 à 1863, ce qui coïncide avec une période de bouleversements politiques extrêmes qui disloquent l'agriculture ; une autre sécheresse est constatée en 1922.
La famine de 1949 touche une région en pleine mutation économique après la Seconde Guerre mondiale. Le district de Blantyre est un endroit où se cultivent les produits destinés à l'alimentation mais est aussi une zone de croissance de l'emploi, dans les villes de Blantyre et de Limbe et dans les domaines fonciers possédés par les Européens, où poussent le tabac et le thé. La plupart des agriculteurs pratiquent la culture de rente, principalement le tabac, et les terres agricoles deviennent surpeuplées et soumises à la pression de fournir l'alimentation d'une population urbaine et agricole en forte croissance. Plus encore que dans le reste du pays, la population du district de Blantyre devient de plus en plus dépendante de revenus monétaires pour se fournir en nourriture. La famine de 1949 est particulièrement sévère près de Lunzu et de Lirangwe, au nord de Blantyre et rappelle aux plus vieux habitants la situation de 1922. De sérieuses pénuries alimentaires touchent aussi Dedza et son district ainsi que celui de Port Herald (aujourd'hui Nsanje).

### Manque de pluies

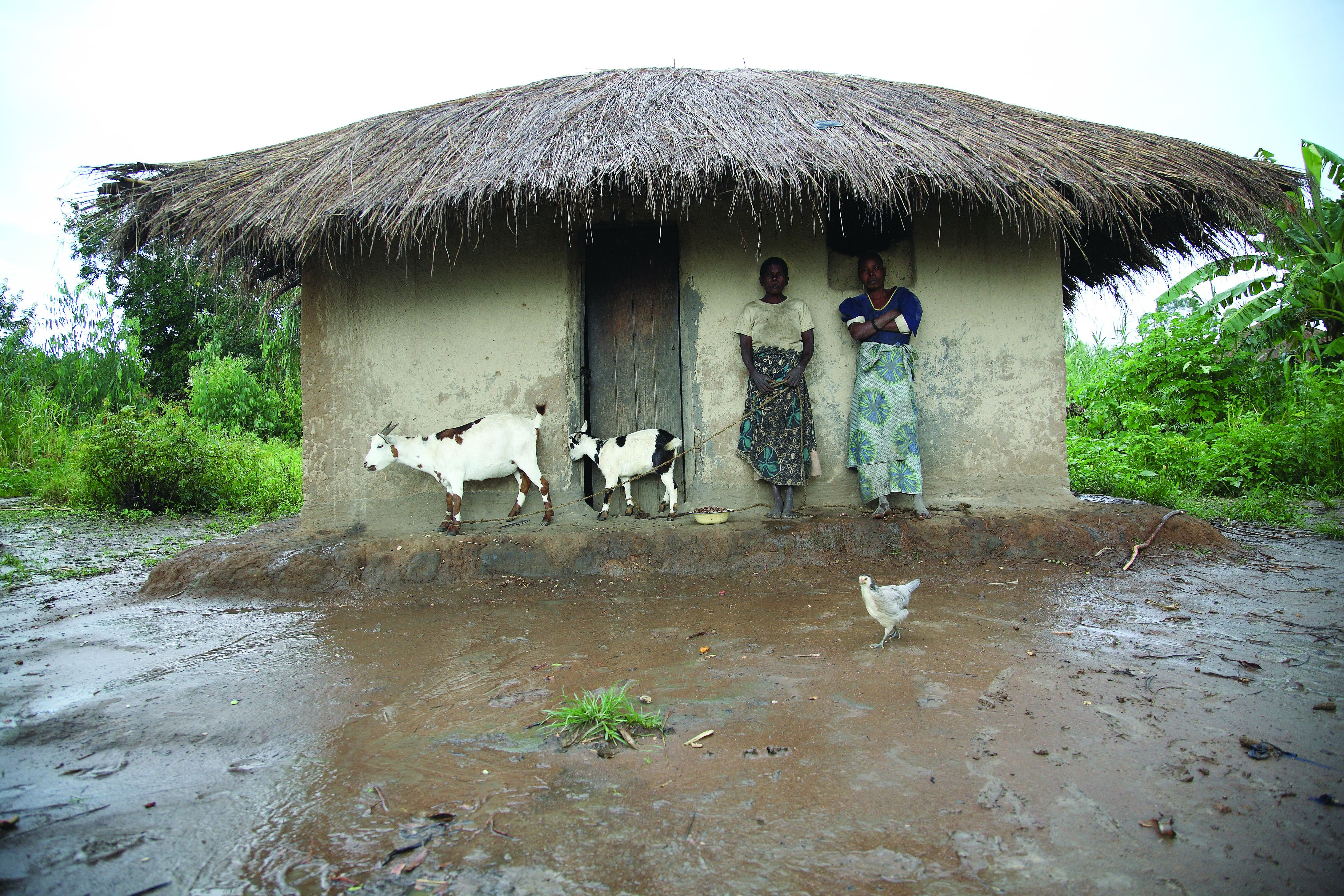
À l'abri de la pluie (Malawi, 2009).

Les précipitation de 1947 et 1948 sont irrégulières et, en 1947, des criquets détruisent les récoltes. Cela oblige les fermiers à puiser dans leurs réserves de maïs en amont des récoltes de 1949.
La saison des pluies 1948-1949 commence bien, mais les pluies manquent en novembre et décembre 1948, et il y a six semaines sans pluies de la fin décembre 1948 jusqu'au début du mois de janvier 1949, alors que c'est normalement la période la plus humide. Les variations locales sont considérables mais les régions les plus affectées ne reçoivent que la moitié des précipitations habituelles et perdent jusqu'à un tiers des récoltes espérées,. Certaines des plantations les plus précocement semées survivent mais la plupart meurent et certains agriculteurs sont incapables de resemer par manque d'eau et aussi parce qu'ils n'ont pas assez de semences à cause des deux mauvaises années précédentes. Les terrains proches des cours d'eau, qui retiennent mieux l'humidité, produisent quelques récoltes, certaines personnes reçoivent de la nourriture de leur famille ou d'amis situés dans des zones moins affectées, certains employeurs distribuent des aides en nature, mais la plupart des gens dépendent exclusivement de ce que leurs propres terres peuvent faire pousser.

### Réaction initiale
La réponse initiale du gouvernement est entravée par le manque de maïs à distribuer. En janvier 1949, le commissaire du district de Blantyre constate la mise en place d'un marché noir de la farine de maïs dans les marchés de la ville ; il met en vente une partie du maïs stocké dans les entrepôts gouvernementaux, mais la quantité d'une tonne par jour n'est suffisante que pour cinq cents familles seulement. En février, le gouverneur considère qu'il n'est pas nécessaire d'apporter une aide importante à la population. Il demande néanmoins au gouvernement de Rhodésie du Sud d'envoyer mille tonnes de maïs aussi vite que possible et nomme un homme d'affaires local commissaire aux approvisionnements alimentaires afin d'organiser cela, comptant sur les milieux d'affaires pour assurer la distribution.
Après quelques faibles pluies en février, le mois de mars connaît une période de quatre semaines sans pluies. À ce moment, la situation devient grave, les greniers sont vides, la plupart de l'argent mis de côté a déjà été dépensé pour acheter de la nourriture et les troupeaux ont été vendus. Beaucoup de gens parcourent de longues distances pour essayer de se fournir dans des zones moins touchées et reviennent à la chasse et à la cueillette pour trouver de quoi se nourrir, recueillant l'igname sauvage et d'autres tubercules, de petits mammifères et des insectes,. Dans de nombreux cas, l'aide des parents plus favorisés se tarit à mesure que la sécheresse se prolonge, et de nombreux hommes abandonnent les femmes et les familles qu'ils ne peuvent plus nourrir.

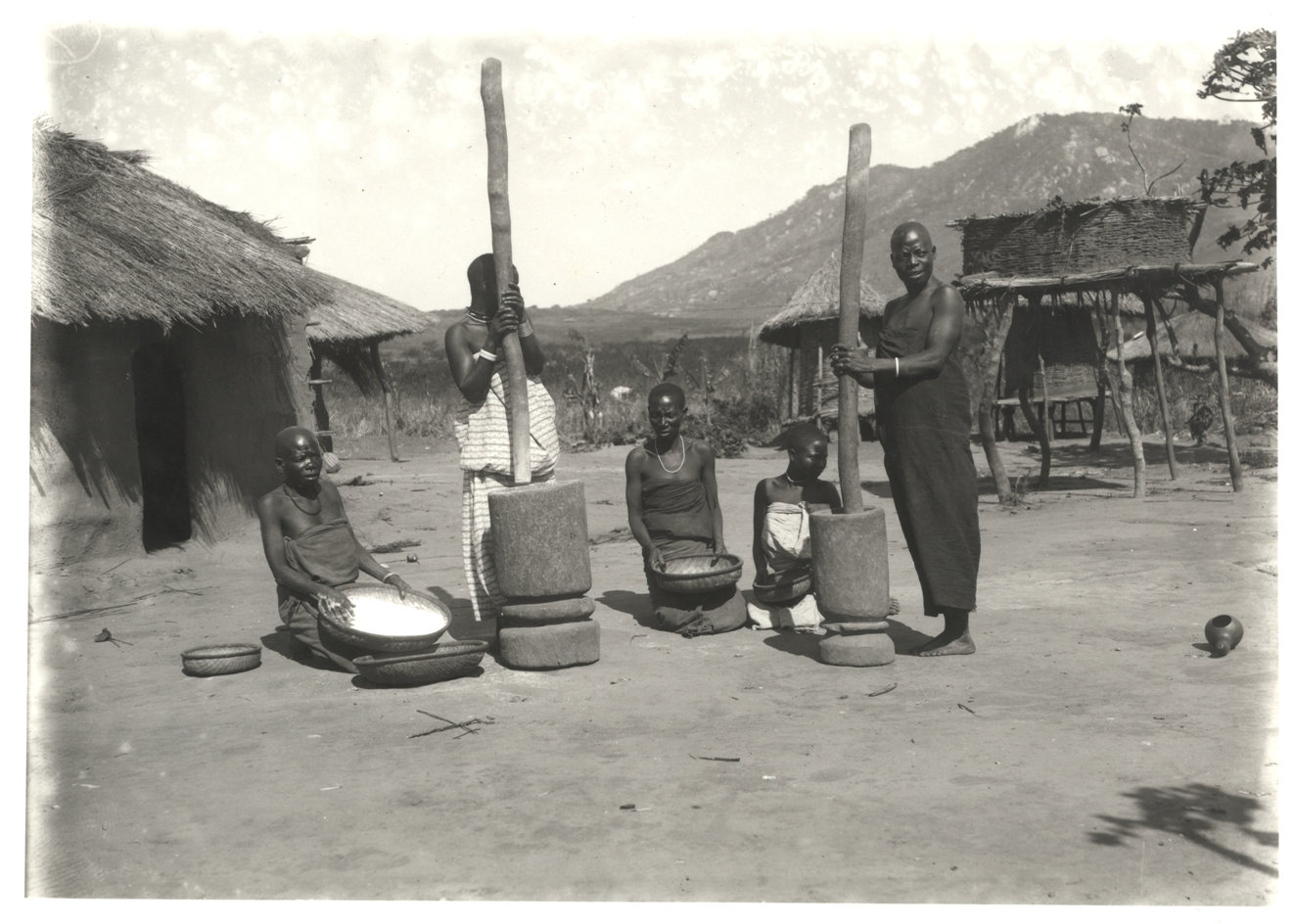
Femmes pilant du maïs (Malawi, date inconnue).

De petites quantités de patates douces et de manioc sont disponibles de mai à septembre. Ce n'est qu'au mois de septembre que le gouvernement ouvre des centres de distribution de nourriture. Il vend le maïs trois pence la livre et autorise chaque famille à en acheter vingt livres par semaine pour cinq shillings. Les impécunieux, dont les femmes abandonnées, doivent travailler car seules quelques rares personnes démunies parmi les plus âgées se voient allouer des rations gratuitement. À l'origine, les centres de distribution fournissent des grains de maïs entiers, qui doivent être pilés. À partir de janvier 1950 certains centres proposent du maïs prêt à l'emploi car certaines femmes sont physiquement trop faibles pour cette activité.

### Acmé
Malgré la distribution de nourriture par le gouvernement en décembre 1949 et janvier 1950, beaucoup de gens dans les zones les plus affectées, en particulier les plus jeunes et les plus âgés, montrent des signes de sévère malnutrition. Des morts sont à déplorer parmi les plus vulnérables. Des camps sont installés, où les personnes âgées et les plus démunis sont nourris de bouillie de maïs (porridge) deux fois par jour, et les cas les plus graves sont traités à l'hôpital de Blantyre. Environ deux cents personnes seraient mortes de faim. Le choc causé par ces décès est beaucoup plus important que ne pourrait le laisser penser ce chiffre officiel de mortalité, car c'est une famine grave, réapparue sans avertissement après plus d'un quart de siècle. Le chiffre officiel de la mortalité est également sous-estimé et exclut de nombreuses personnes affaiblies par la faim, en particulier les jeunes enfants et les personnes âgées, décédés de maladies dont ils auraient autrement pu se remettre.
Le gouvernement distribue gratuitement des semences de maïs et des boutures de manioc à ceux qui sont suffisamment aptes à les planter, et la récolte de 1950 est raisonnablement abondante malgré la faiblesse de nombreux agriculteurs. Pendant la saison des semailles 1950-1951, outre le maïs, de nombreux plants de manioc, plus résistant à la sécheresse, sont plantés. Les habitants des zones les plus touchées mettent plusieurs années à se remettre physiquement de la famine, à rembourser leurs dettes et à reconstituer des réserves alimentaires et des économies. Les effets sociaux, dans les cas où les hommes ont abandonné leur famille ou leurs proches, ou ont refusé d'aider les familles en détresse, perdurent pendant de nombreuses années.

### Inégalités sociales
Les hommes d'affaires africains, les travailleurs qualifiés et les employés du gouvernement les mieux payés, qui ont suffisamment de liquidités ou d'actifs, sont peu affectés par la famine, tout comme les soldats, les policiers et certains employés d'entreprises européennes ou asiatiques qui reçoivent des rations alimentaires dans le cadre de leur salaire. Les artisans et commerçants indépendants subissent une baisse drastique de leurs revenus car leurs clients priorisent l'achat de nourriture ; quant à ceux qui ont un emploi peu rémunéré, souvent occasionnel, beaucoup le perdent ; pour ces actifs urbains, la possibilité de résister à la famine dépend avant tout de l'épargne ou des actifs commercialisables dont ils disposent.
La gestion de la situation par les petits exploitants agricoles dépend de leurs réserves de liquidités et de nourriture, de leur bétail ou d'autres actifs, faute d'une auto-production alimentaire suffisante. En temps normal, les ménages dirigés par une femme, généralement des veuves et des femmes abandonnées, sont les plus pauvres de la communauté, avec peu d'accès à la terre. Ces ménages survivent habituellement grâce à des travaux occasionnels tels que le brassage de la bière ou l'échange non monétaire « nourriture contre travail », activités qui disparaissent pendant la famine. À moins que leurs proches ne les aident, ces femmes et leurs familles sont très vulnérables. Cependant, certains de ces ménages reçoivent de l'argent des maris absents, devenus travailleurs migrants, durant la période de famine.

## Mesures d'aide

### Lent démarrage
Dans les premiers mois de 1949, lorsqu'il devient clair que le maïs planté à la fin de 1948 sera presque entièrement perdu à cause de la sécheresse, le gouvernement du Nyassaland demande au bureau de contrôle du maïs rhodésien, institué dans les années 1930 et qui a constitué d'importantes réserves, d'envoyer du maïs par chemin de fer, bien que des pénuries existent aussi en Rhodésie du Nord et qu'il en soit prévu aussi au Mashonaland. Environ 12 500 tonnes sont ainsi fournies et 7 500 tonnes suivent en juillet 1949,. Les mauvaises récoltes en Afrique du Sud, et en Rhodésie du Sud en 1947 ayant épuisé les stocks régionaux, d'autres approvisionnements d'urgence doivent être acheminés de plus loin. Au total, 12 500 tonnes de maïs sont importées par mer pendant le reste de l'année 1949 et en 1950, principalement des États-Unis et d'Afrique de l'Est.
Un des problèmes, dans cette période d'après-guerre, est de trouver suffisamment de navires pour transporter le maïs par mer jusqu'au port, congestionné, de Beira. La seconde difficulté est que le chemin de fer qui relie Beira au Nyassaland a été interrompu à cause de l'effondrement d'un pont, à Chiromo, à la fin 1948, ce qui oblige à emprunter le réseau routier qui est peu développé et en piètre état. Une fois le maïs acheminé dans les zones concernées, en septembre 1949, le gouvernement ouvre des centres de distribution et le vend à prix contrôlés.

### Actions du gouvernement
Le gouverneur, Geoffrey Francis Taylor Colby (en), décide que les aides alimentaires doivent servir, en premier lieu, à assurer les services essentiels tels que la police et l'armée, en second lieu à aider les zones les plus affectées et, en dernier lieu, à constituer des réserves, lesquelles atteignent 6 000 tonnes après la récolte de 1950, bien qu'il ait auparavant argumenté disant que rendre le maïs disponible découragerait la population de constituer ses propres réserves en prévision d'éventuelles futures famines.
Les effets de la sécheresse de 1948-1949 sont exacerbés par l'incapacité du gouvernement colonial à constituer des réserves alimentaires ou à fournir rapidement des secours. La dernière grande famine touchant les hauts plateaux de la Shire a lieu en 1922, mais il y a des pénuries alimentaires locales, en particulier dans le district de Blantyre, en 1939, 1941 et 1947. La réticence à constituer des stocks de nourriture est due, en partie, à la faiblesse des finances du gouvernement du Nyassaland, mais aussi à l'opinion, incarnée par Taylor Colby, selon laquelle les réserves alimentaires du gouvernement décourageraient les agriculteurs de conserver leurs propres réserves et les rendraient dépendants du gouvernement à l'avenir.

### Après 1949
L'opposition du gouvernement à maintenir des réserves alimentaires n'est plus de mise du fait des conséquences de la famine de 1949 ; le gouverneur Colby prend un certain nombre de mesures afin d'éviter une récidive. Outre la constitution de réserves de maïs, il institue un « bureau de contrôle du maïs » afin d'augmenter significativement son prix d'achat, ce qui incite les fermiers à le faire pousser pour le vendre. En outre, il demande aux propriétaires des domaines privés de faire pousser du maïs pour leurs salariés sur leurs propres terres plutôt que de l'acheter aux petits propriétaires. Afin de réduire le surpeuplement des Native Trust Land, un programme d'achat des terres inexploitées des domaines privés est mis en place ; les achats les plus importants attendent cependant l'année 1952.
La première des deux mesures les plus critiquables est la réduction du prix que le Native Tobacco Board paye pour le tabac cultivé sur les Native Trust Land. L'intention du gouverneur est de réduire le volume de tabac cultivé tout en augmentant sa qualité et d'utiliser les bénéfices accrus en faveur du développement agricole,. Cela réduit considérablement les revenus de la plupart des cultivateurs de tabac et ne sert pas, à court terme, à augmenter la qualité du produit récolté. L'introduction, au début des années 1950, d'un régime d'enregistrement obligatoire des producteurs de tabac entraîne une réduction de 20 % de leur nombre en 1955.
La seconde mesure, le développement agricole tel que proposé par le gouverneur, suppose la nomination d'agents gouvernementaux chargés de faire appliquer la législation foncière, ce qui suscite le ressentiment d'un grand nombre de petits producteurs africains car cela implique pour eux qu'ils fournissent du travail gratuit et rend certains terrains indisponibles pour l'agriculture. Quoique les promoteurs de ce système prétendent qu'il s'agit de préserver la fertilité des sols, afin de prévenir une catastrophe environnementale, cela ne se vérifie pas car, jusque dans les années 1980, ils restent suffisamment fertiles dans la majeure partie du pays,.

## Causes et remèdes

### Vision de 1949
La cause immédiate de la famine est la très faible récolte de maïs sur les hauts plateaux de la Shire du fait d'un manque de précipitations au moment de sa saison de croissance ; l'extension et l'intensité de cette famine sont attribuées à un certain nombre de causes additionnelles. Toutes ne font pas l'unanimité et sont donc discutées.
Avant 1949, le département de l'agriculture du Nyassaland a une vision négative des pratiques agricoles africaines, et prédit qu'elles causeront un rapide déclin de la fertilité des sols. Cette opinion est mise à mal par de récentes recherches, qui, en 1998, près de cinquante ans après la famine de 1949, montrent que la plupart des terrains du Malawi sont aptes à faire croître le maïs, car leur fertilité a décru beaucoup moins rapidement que prévu. La plupart des sols testés en 1998 contiennent suffisamment de matériaux organiques et de nutriments pour l'agriculture, bien qu'ils puissent évidemment être améliorés par des fertilisants minéraux ou organiques (amendements de fumier par exemple).
Un reproche adressé aux petits producteurs africains des Native Trust Land, est qu'ils font pousser du tabac au détriment de la production de nourriture. En fait, relativement peu de tabac est produit par les Native Trust Land des hauts plateaux de la Shire, en partie parce que le Native Tobacco Board (en) décourage cette pratique afin d'éviter la compétition avec la production issue des domaines fonciers possédés par les Européens, et aussi parce que les feuilles destinées à la confection des cigarettes poussent difficilement dans le climat de l'endroit. Les enquêtes auprès des exploitants indiquent que seuls ceux ayant des exploitations importantes cultivent du tabac, et qu'ils consacrent la plupart de leurs terres aux cultures vivrières.
Les « locataires » des domaines privés font souvent pousser du tabac et d'autres cultures de rente pour payer leurs loyers en nature plutôt qu'en argent, même si certains préfèrent vendre du maïs sur les marchés locaux et payer leurs loyers sous forme monétaire. Quelques grands domaines détruisent la fertilité des sols dans leur recherche d'un profit rapide ; une enquête gouvernementale montre parfois une mauvaise gouvernance et une déforestation ainsi qu'une surexploitation des sols. Cependant, la plupart des « locataires » ont suffisamment de terres pour nourrir leur famille ; seuls ceux qui n'ont pas de terres en quantité suffisante ou qui sont dans l'incapacité d'y consacrer suffisamment d'efforts souffrent de la famine.

### Théories du sous-développement
Le Nyassaland est décrit comme un « bidonville impérial », ou comme un « État colonial en faillite » par deux des principaux partisans de la thèse du sous-développement colonial. L'imposition de loyers aux locataires des domaines fonciers et le sous-paiement de la production des petits producteurs, ainsi que les taxes afférentes constituent une charge importante pour les agriculteurs africains. Néanmoins, durant le « boom économique » des années 1940, ces impôts sont moins significatifs que dans les périodes précédentes.
Leroy Vail (en) et Elias Mandala suggèrent que le gouvernement britannique ne porte qu'un faible intérêt au Nyassaland, considéré comme dépourvu de ressources intéressantes et coûteux à administrer. Ces auteurs étudient la période avant 1939 ; les revenus perçus par le gouvernement sont bas, basés essentiellement sur les taxes prélevées auprès des Africains et qui sont pour bonne partie absorbés par les coûts administratifs, ce qui laisse peu de disponibilité pour les actions de développement. Les deux auteurs mettent l'accent sur l'inefficacité et les coûts élevés du transport,.
Leroy Vail explique que le coût du chemin de fer appauvrit le pays, empêchant le gouvernement de promouvoir une agriculture paysanne efficace ; l'argument est cependant controversé pour la seconde moitié du vingtième siècle. Le gouvernement du Nyassaland ne doit payer des intérêts et rembourser le capital du prêt pour la construction du Trans-Zambezia Railway et du pont Dona Ana que si ses revenus dépassent un certain niveau. Durant la période de 1930 à 1947, il ne paie des intérêts qu'en 1936 et ne rembourse aucun capital. Toutes les charges à payer sont transférées à la Fédération de Rhodésie et du Nyassaland en 1953,.

### Stratégies d'adaptation

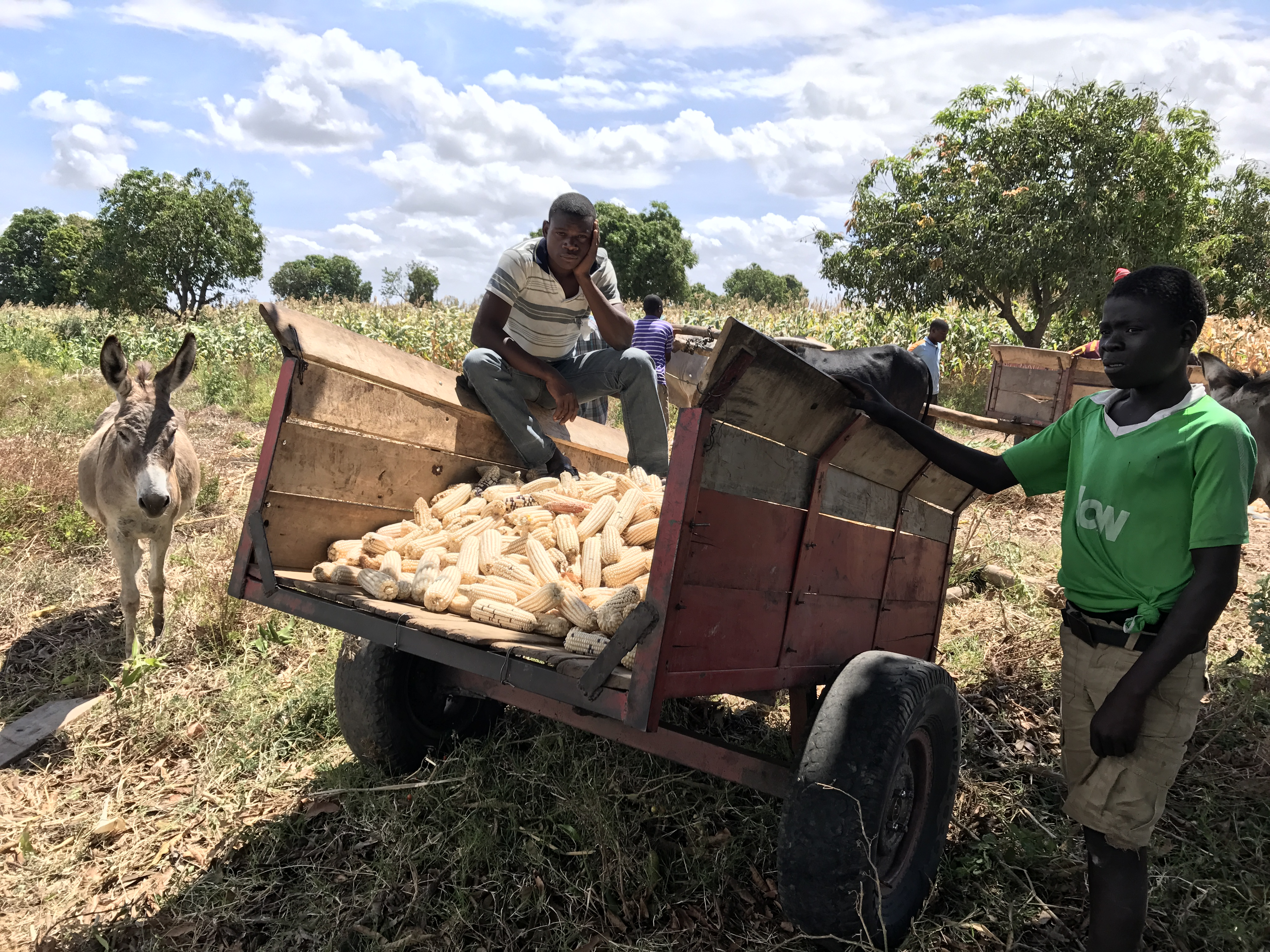
Récolte du maïs à Chikwawa, Malawi contemporain.

La faim saisonnière, courante à l'époque pré-coloniale, donne lieu à plusieurs stratégies d'adaptation. En économie de subsistance, les cultivateurs font pousser la nourriture nécessaire à leur famille et de petits surplus sont stockés, troqués pour du bétail ou donnés à des personnes à charge. Des marchés où s'échangent de la nourriture contre de l'argent se mettent en place à la période coloniale, et il est probable que c'est cette économie de marché qui finit par créer une classe de pauvres chroniquement mal nourris. L'ancienne stratégie est complétée par l'utilisation de l'argent pour combler les déficits alimentaires, que cet argent soit dépensé directement ou envoyé par un parent, travailleur migrant le plus souvent, ou qu'il soit emprunté,.
D'autres stratégies sont à l'œuvre en 1949 : la culture de plantes qui résistent à la sécheresse, millet, manioc ou patate douce, la collecte de nourriture « sauvage » et l'aide de la famille ou des amis. La culture du millet et du sorgho est cependant fermement découragée par les politiques agricoles gouvernementales, tout comme la mise en culture des rivage fluviaux et des marais, qui retiennent cependant mieux l'humidité après la saison des pluies. Quoique ces politiques datent d'avant 1949, elles ne sont pas assouplies immédiatement après l'épisode de famine.

### Groupes vulnérables
L'économie coloniale crée des gagnants et des perdants ; en 1949, la majeure partie de la population du Nyassaland avait connu la malnutrition mais sans que sa vie soit en cause et, pour les privilégiés, certains ne l'avaient jamais connue. Ce sont les groupes vulnérables apparus durant la période coloniale qui souffrent le plus de la famine. Cela concerne ainsi les personnes « sans terre », expulsées des domaines européens, les veuves et les femmes abandonnées, souvent avec des enfants, qui sont dans l'incapacité de cultiver suffisamment de terrain pour leur subsistance ainsi que les travailleurs occasionnels et les travailleurs indépendants qui dépendent d'une économie auparavant dynamique,.
Selon les termes proposés par Amartya Sen, les groupes vulnérables n'ont plus accès ou voient leur accès à la nourriture fortement réduit. En 1949, une minorité, soldats, policiers, certains travailleurs des domaines privés et des domestiques reçoivent de la nourriture comme rémunération ou se voient proposer de la nourriture à prix subventionnés. Les travailleurs urbains tels que les employés gagnent suffisamment pour leur assurer leur sécurité alimentaire et les familles des travailleurs migrants reçoivent souvent de l'argent.
Cependant, la plupart des gens, en 1949, dépendent de l'agriculture et non des rations ou des revenus monétaires. Dans les années qui précèdent, la croissance de la population fait craindre une pénurie de terres et une intensification des cultures pouvant aller jusqu'à la surexploitation. Malgré cela, durant les trente années qui précèdent la famine, les agriculteurs s'adaptent aux petites parcelles et l'on constate une augmentation substantielle de la culture du maïs et des autres productions alimentaires, une fois que les incitations rendent cela possible[source insuffisante]. Les victimes de la famine de 1949 sont donc ceux qui n'ont pas suffisamment de terres pour cultiver leur propre nourriture et ceux qui n'ont pas de revenus monétaires sûrs ; la cause n'est pas le manque de terrains cultivables ou le fait qu'ils sont mal exploités, ce qui est en cause est l'inégale répartition des terres.

## Insécurité alimentaire au Malawi
Durant les trente ans qui suivent la famine de 1949, le pays ne connaît pas de sécheresse significative et ses agriculteurs sont capables de s'adapter et de développer la production alimentaire, en profitant de semences améliorées et de l'utilisation des engrais. Entre 1950 et 1979, les récoltes annuelles de maïs dépassent les besoins de la consommation domestique, sauf en 1963, 1970, 1975 et 1976, années où les réserves suffisent à combler le déficit. Néanmoins, après 1980, l'insécurité alimentaire devient un problème croissant dans le pays, conduisant à une situation de crise alimentaire chronique.
Des aléas climatiques en 1980, 1990, 1997 et 1998 réduisent significativement la récolte du maïs, mais la famine est évitée. En 1997 et 1998, la famine est évitée grâce aux réserves constituées par le gouvernement et grâce à des achats à l'étranger, mais, en 2001 et 2002, alors que les récoltes ne sont pas aussi mauvaises qu'en 1997 et 1998, le manque de réserves et les délais d'importation conduisent à une famine significative.
Le Malawi souffre de pénuries alimentaires à large échelle dans les années 1990 et 2000 et plusieurs de ces évènements ressemblent par leurs causes et leur contexte à la crise de 1949. Ainsi, l'usage des terres pour la culture du tabac et autres cultures non-alimentaires, la croissance d'une classe de travailleurs ruraux pauvres ou sans terre qui dépendent du travail occasionnel et le strict contrôle gouvernemental sur la production et la commercialisation de certaines produits agricoles. En cette époque plus récente, comme en 1949, c'est le manque de réserves et les délais d'importation qui transforment la pénurie en famine. L'idée — probablement erronée en 1949 — selon laquelle la fertilité des sols décline et l'érosion des sols devient critique est avérée en 1992, lorsque la culture s'étend sur les flancs des collines et sur les pentes raides de la vallée du Rift, où l'érosion est inévitable et l'agriculture non-durable.